# Titulus Regius
Il Titulus Regius è un atto approvato dal Parlamento inglese il 9 luglio 1483. Tale atto, suggerito e presentato da Riccardo di Gloucester, fratello di Edoardo IV, è in forma di supplica al medesimo Riccardo con la quale i Lords dichiarano illegittimi i figli di Edoardo IV - ovvero Edoardo V e suo fratello Riccardo - in quanto illegale era il matrimonio dei genitori. Pregavano quindi Riccardo di assumere su di sé la corona: egli acconsentì alla richiesta e divenne re col nome di Riccardo III.

## Nascita del documento
Dopo la morte di Edoardo IV (9 aprile 1483), suo fratello Riccardo venne nominato Lord Protettore dei nipoti minorenni. Alloggiati nella Torre di Londra in vista dell'incoronazione del 22 giugno, il 9 giugno presentò in Parlamento il vescovo di Bath e Wells, Robert Stillington, che dichiarò di sapere per certo che re Edoardo aveva contratto matrimonio con una certa lady Eleanor Butler, poco tempo prima che il re medesimo sposasse la sua regina, Elizabeth Woodville. Vero o falso che fosse, accettare per vera una simile confessione significava che il secondo matrimonio del re era nullo, e quindi i suoi eredi illegittimi. A quel punto, l'ultimo ostacolo tra Riccardo e la corona era rappresentato da Edoardo di Warwick, figlio di suo fratello Giorgio (ucciso nella Torre, sembra annegandolo in una botte di malvasia, per ordine di Edoardo IV). Qui però la faccenda era meno complicata, poiché Giorgio era stato dichiarato colpevole di alto tradimento e si poteva quindi far sì che anche i suoi eredi venissero esclusi dai diritti al trono. Per non dare però adito a dubbi di legittimità, Riccardo intendeva che il Parlamento avallasse le sue manovre: nella seduta del 25 giugno fece presentare dai suoi sostenitori l'atto “Titulus Regius” che venne approvato il 9 luglio dello stesso 1483. Va detto che dopo l'approvazione di tale atto, dei due principi – passati alla storia come i Principi nella Torre – non si ebbero più notizie.

## Forma letteraria
Il documento è redatto in medio inglese, quindi con forme lessicali e verbali alquanto distanti dall'inglese moderno. Quale esempio si riportano alcuni termini usati ed il loro omonimo moderno: ye per il moderno you (tu, voi); subgietts per subjects (sudditi); kynge per king (re); spirituelx per spirituals (spirituali) e via dicendo. La cifra stilistica è propria del linguaggio burocratico, con frequentissime ripetizioni di formule codificate nella giurisprudenza del tempo, quali: sotto l'autorità dei tre Stati di questo Reame riuniti in Parlamento; corona e dignità reale con quanto vi è annesso, o con quanto comunque vi è unito ed appartenente; il nostro sovrano e signore il re. I tre Stati spesso citati sono i Lords temporelx ovvero l'alta nobiltà, i Lords spirituelx ovvero l'alto clero ed i Commons, ovvero i borghesi in numero di 2 per ciascuna delle principali città d'Inghilterra. Questa suddivisione del Parlamento rispecchia l'ordinamento scaturito dalla Magna Carta del 1215 e che, pur tra molte variazioni, regge tuttora il sistema parlamentare inglese.

## Destinatario
Come detto nell'introduzione, l'atto è presentato come una supplica a Riccardo, cui ci si rivolge direttamente col Ye, traducibile nell'italiano Tu o Voi. È interessante notare il mutamento operato nei titoli con cui ci si rivolge a Riccardo: colui che all'inizio del documento è l'alto e gran principe Riccardo, duca di Gloucester alla fine diviene vostra altezza, nostro sovrano e signore il re.

## Parti del documento

### Premessa
Il documento inizia con un excursus circa le consuetudini dei monarchi inglesi: la storia ha dimostrato che, quando costoro seguivano i consigli di persone sagge e del Parlamento, il regno era prospero ed il popolo felice; invece, quando costoro ascoltavano il vizio e la lussuria, nonché le persone stolte e malvagie, il regno cadeva nella desolazione e nella miseria. Da questo incipit, che potrebbe anche apparire banale, si argomenta un confronto assai meno astratto: la situazione inglese prima e dopo il matrimonio (il testo dice preteso matrimonio) tra re Edoardo IV ed Elizabeth Grey. Prima di questo, lo Stato era ricco ed al sicuro, mentre dopo l'infelice e - vedremo poi - illegale unione, ecco l'Inghilterra precipitare in un vortice di delitti e malversazioni. Il documento, sostanzialmente, suggerisce che tale unione fu l'inizio di un'influenza nefasta per il Paese, e quindi fu un'unione ingiusta e malvagia.

### Motivi di nullità
Si passa quindi ad elencare i motivi per cui l'unione tra Edoardo IV ed Elizabeth Grey è da considerarsi nulla:
- il Parlamento non ne era a conoscenza e non lo approvò, ma venne informato a cose fatte.
- il matrimonio venne celebrato in un luogo non consacrato, e quasi di segreto ed in forma privata: tutto ciò in contrasto con le leggi canoniche.
- cosa fondamentale, viene ripresa la testimonianza del vescovo di Bath e Wells che attestava l'esistenza di un precedente vincolo tra Edoardo IV e lady Butler. Ciò significa che, legalmente, il secondo matrimonio è nullo.
- importante per la mentalità dell'epoca, tale relazione peccaminosa ha scatenato lo sdegno di Dio sul popolo inglese, e infatti la rapina e la violenza hanno funestato il regno: si pone quindi l'obbligo di placare la collera divina sanzionando i comportamenti scorretti.

### Illegittimità della prole di Edoardo IV
Visto che il matrimonio è illegittimo, illegittimi sono i figli della coppia, ovvero Edoardo V e suo fratello Riccardo.
Loro e l'eventuale loro discendenza vengono esclusi dai diritti di successione.

### Illegittimità della prole di Clarence
Un breve paragrafo chiarisce che, visto che il secondogenito di York, Giorgio, duca di Clarence, è stato giudicato colpevole di alto tradimento dal Parlamento durante il 17º anno di regno di Edoardo IV, la sua discendenza viene esclusa in perpetuo dai diritti di successione al trono.

### Proclamazione di Riccardo
Viste queste premesse, l'ultimo di casa York avente diritto al trono è Riccardo. Egli viene descritto come uomo virtuoso e giusto nonché dedito al bene comune; i Lords lo supplicano (letteralmente) di accettare la corona, affinché la pace e la giustizia regnino in Inghilterra. Si invoca su di lui la grazia divina e, in un empito quasi lirico che colpisce il lettore, gli si chiede di accettare affinché dopo le cupe nuvole e lampi e tuoni e tempeste, risplenda tramite Voi [Riccardo, ndT] il sole della giustizia e della grazia.

### L'ultima parte delTitulus
Nell'ultima parte del documento si legge che, nonostante tutto ciò che è stato detto in merito ai diritti al trono di Riccardo sia talmente evidente e lampante che – in via ordinaria – non ci sarebbe neanche bisogno di un atto del Parlamento, vista l'ignoranza delle leggi da parte della maggioranza degli inglesi si è deciso di stilare quest'atto ufficiale al fine di evitare l'insorgere di dubbi e chiacchiere sediziose. Si ribadisce che re Riccardo III è veramente re, e che suo figlio Edoardo di Middleham è il legittimo erede.
Ma il vero scopo di tale dichiarazione solenne potrebbe essere almeno in parte diverso da quello che pare a prima vista.
Una curiosa particolarità del documento, infatti, è che esso dichiara che la corona appartiene a Riccardo e dopo di lui agli eredi da lui generati; mentre nel caso di Edoardo, la formula è simile ma più restrittiva (a lui ed agli eredi legittimi da lui generati). Cioè, a termini letterali del Titulus Regius, a Riccardo poteva succedere anche un figlio naturale, mentre ad Edoardo poteva succedere solo un figlio legittimo. La seconda formulazione sarebbe stata quella conforme al precedente, che aveva sempre escluso dalla successione i figli naturali, come appunto i figli di Edoardo IV. Ma Edoardo di Middleham era figlio di Riccardo ed Anna Neville, che con Riccardo aveva diversi vincoli di parentela ed affinità. All'epoca delle nozze era stata ottenuta una dispensa papale dall'impedimento di parentela, ma solo per gradi più remoti di quelli realmente esistenti tra Riccardo ed Anna, che erano tra l'altro figli di fratelli, e tra loro cognati (equiparati ai fratelli dal diritto canonico: tuttora in inglese il cognato è detto "brother-in-law", ossia "fratello legale"). Pertanto, per il diritto canonico il matrimonio di Riccardo ed Anna era nullo, ed Edoardo era figlio naturale, non legittimo, dei genitori. Riccardo era a conoscenza del motivo di nullità sin dall'epoca delle nozze, tanto che nel contratto di matrimonio aveva stipulato che la dote di Anna sarebbe rimasta a lui anche in caso di dichiarazione di nullità del matrimonio, patto assai inconsueto. Riccardo peraltro aveva già altri due figli naturali, nati prima del matrimonio e da lui riconosciuti ed allevati in casa, Giovanni di Gloucester e Caterina, entrambi maggiori di Edoardo. Non si conosce il nome della madre, né se fosse la stessa per entrambi. Presumibilmente pensando a questa complessiva situazione, all'atto della ascesa al trono Riccardo prese la doppia precauzione, di far omettere nel Titulus Regius il requisito della nascita legittima, per il proprio erede, perché Edoardo non potesse essere estromesso a motivo della nullità del matrimonio dei suoi genitori, e di far esplicitamente e personalmente investire Edoardo ed i suoi discendenti legittimi della successione, perché Giovanni Gloucester ed eventuali discendenti maschi di Caterina non potessero far valere diritti di primogenitura su Edoardo ed i suoi discendenti legittimi, dato il loro comune stato di figli naturali.

## Destino del documento
Morto Edoardo di Middleham prima del padre, e ucciso anche costui sui campi di Bosworth (31 agosto 1485), la corona passò ad Enrico VII che, nella prima seduta del Parlamento dopo la sua ascesa al trono, fece abrogare immediatamente tale atto e diede ordine di bruciare tutte le copie esistenti del medesimo senza nemmeno leggerlo.
La ragione di quest'ultimo ordine è oggetto di speculazione da parte degli storici, e molti pro-Riccardo sostengono che sarebbe la prova che Enrico voleva ripristinare lo stato di legittimità della moglie Elisabetta di York, ma quasi di nascosto, perché i Principi della Torre erano ancora in vita, e la abrogazione del Titulus Regius faceva del maggiore di loro il Re legittimo. Esiste tuttavia la possibilità che il motivo per cui Enrico vietava la lettura dell'atto fosse invece la omissione, sopra segnalata, del requisito della nascita legittima per l'erede di Riccardo, e la esistenza, che era di dominio pubblico, di due figli naturali di Riccardo. Infatti secondo la lettera del Titulus Regius, con la morte di Riccardo, Giovanni di Gloucester succedeva al trono. Enrico dunque fece distruggere il Titulus Regius (che forse Giovanni di Gloucester non aveva mai letto) e nei primi tempi non diede segni di voler molestare il figlio naturale di Riccardo, ma all'epoca della rivolta di Perkin Warbeck (1491) lo fece arrestare e poi segretamente uccidere nella Torre. Non risulta che John of Gloucester avesse figli. Katherine, sposata ad Herbert, conte di Huntingdon, morì, sembra nel 1487 o 1488, senza discendenti.
A tutt'oggi esiste una sola copia del documento, quella trascritta nelle Cronache di Croyland (un monastero benedettino) e scoperta sotto il regno di Giacomo I (1566-1625) da sir George Buck.